# Juan Antonio Orbigo
Juan Antonio Orbigo y Gallego (Orbigo, 20 maart 1729 - Manilla, 15 mei 1797) was een Spaans rooms-katholieke geestelijke. Orbigo was van 1778 tot 1788 bisschop van het bisdom Nueva Caceres. Aansluitend werd hij benoemd tot aartsbisschop van het aartsbisdom Manilla.
De Franciscaan Orbigo ging in 1759 naar de Filipijnen als priester en biechtafnemer. Op 49-jarige leeftijd wordt hij benoemd als bisschop van het bisdom Nueva Caceres. Bijna een jaar later, op 30 oktober 1779 werd hij gewijd als bisschop. Op 15 december 1788 werd Orbigo benoemd tot aartsbisschop van Manilla. Tijdens deze periode ontsnapt Orbigo in de buurt van Manilla eens ternauwernood aan gevangenschap door de moro's (moslims uit het zuiden). Orbigo die werd gekarakteriseerd als een vreedzame, geleerde en simpel levende persoon bleef aartsbisschop tot aan zijn dood in 1797 op 68-jarige leeftijd. Hij werd (pas bijna zeven jaar later) opgevolgd door Juan Antonio Zulaibar.